# Usenet-fr
Usenet-fr est la principale hiérarchie Usenet de groupes de discussion francophones.
Elle contient tous les groupes préfixés par fr. . Elle a été créée en 1993 par Christophe Wolfhugel.

## Documents externes
- Les principaux documents sur Usenet, en français
- Le wiki dédié à Usenet-fr
- Liste des groupes fr.*
- Statistiques de la modération des forums fr.*